# La Manga
För andra betydelser, se La Manga (olika betydelser).
La Manga är en 20 kilometer lång landtunga i regionen Murcia på Spaniens sydöstra kust. Landtungan med sin nord-sydliga sträckning avskiljer saltvattenlagunen Mar Menor (Lilla Havet) från Medelhavet (i området ofta kallat Mar Mayor; Stora Havet), med en förbindelse genom ett smalt sund i nordöst. Under lång tid har diskussioner kring en broförbindelse över detta sund förts, dock är alla sådana planer för tillfället skrinlagda.
La Manga kantas på båda sidorna av stränder, och tillhör kommunen Cartagena i söder och kommunen San Javier i norr. Bebyggelsen utmed landtungan inhyser främst semesterboende, varför aktiviteten under vintersäsongen är låg, för att öka kraftigt sommartid. Området beräknas ha 320 soldagar per år.
La Manga Club, en resortanläggning känd främst tack vare sina tre golfbanor och sin sportanläggning där ett stort antal nordeuropeiska fotbollsklubbar genomför träningsläger vintertid, ligger egentligen inte på själva La Manga utan i närliggande Los Belones och har endast lånat namnet. 
Söder om och i direkt anslutning till La Manga ligger det lilla fiskeläget Cabo de Palos.
Namnet "La Manga" kommer av spanskans "ärm".